# Saïga
Saiga tatarica
Genre
Espèce
Statut de conservation UICN

 NT A4bde : Quasi menacé
Statut CITES
Le saïga est une des rares espèces d'antilopes eurasiatiques. Sur la base de données archéologiques et paléontologiques, il est établi qu'il vivait autrefois dans les milieux ouverts (non boisés) des régions vallonnées d'une grande partie de l'Europe et de l'Asie. On ne le trouve plus guère que dans les steppes sèches et les déserts semi-arides de l'Asie centrale, où il est menacé de disparition.
Cet animal est reconnaissable à son museau long et très arqué, descendant sur la bouche et donnant l'aspect d'une courte trompe.

## Dénominations
Le mot saïga pour désigner cet animal est emprunté au russe сайгаk / sayga (saïgak), qui provient lui-même du turc (langues turciques).
Parmi les noms dans les langues parlées sur son territoire, en kazakh құралай (quralai), : киік  (kiyik), ақбөкен (aqböken) ou cайга (saiga), en mongol : Бөхөн (bökhön) ou xирэм (khirem) ou cайга (saiga), en tatar : cайга (saiga), en kalmouk : xевр (khevr), en ouzbek saygʻoq (cyrillique ouzbek : cайғоқ), en turkmène saýgak.

## Principales caractéristiques
Le corps du saïga mesure de 150 à 170 cm pour une hauteur au garrot de 60 à 80 cm. L'adulte pèse de 21 à 51 kg. Les cornes, relativement droites en vue latérale, dessinent un léger « S » en vue frontale ; elles sont annelées et mesurent environ 30 cm. Seul le mâle en est pourvu. Les poils sont courts et fins et de couleur blond roux à miel durant la belle saison ; la fourrure est blanche en hiver. Ils muent aux printemps.

## Physiologie

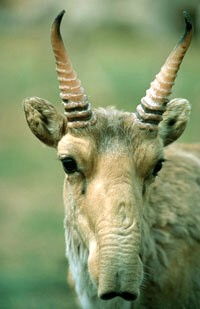
Face distinctive d'un saïga.

La maturité sexuelle est atteinte à 8 mois pour les femelles, à 20 mois pour les mâles. La période d'accouplement est très courte, deux semaines tout juste. La gestation dure 140 jours. Il n'y a qu'une portée par an, deux petits naissant aux environs du mois de mai.
L'âge du mâle peut être évalué par la taille de ses cornes : elles mesurent 7 à 10 cm à un an, puis la courbe commence vers deux ans.
Cette petite antilope fait partie des plus rapides : elle peut courir à 40 km/h en endurance sur plusieurs kilomètres et accélérer à 80 km/h en vitesse moyenne sur 800 mètres avec des pointes à plus de 100 km/h sur de très courtes distances.
Le saïga est doté d'une très bonne vue et d'un bon odorat qui, avec sa vélocité, le mettent à l'abri de nombreux prédateurs.

## Aire de répartition, potentielle et actuelle

Carte de la répartition actuelle et récente de cette espèce qui a occupé antérieurement (périodes froides) presque toute l'Europe.

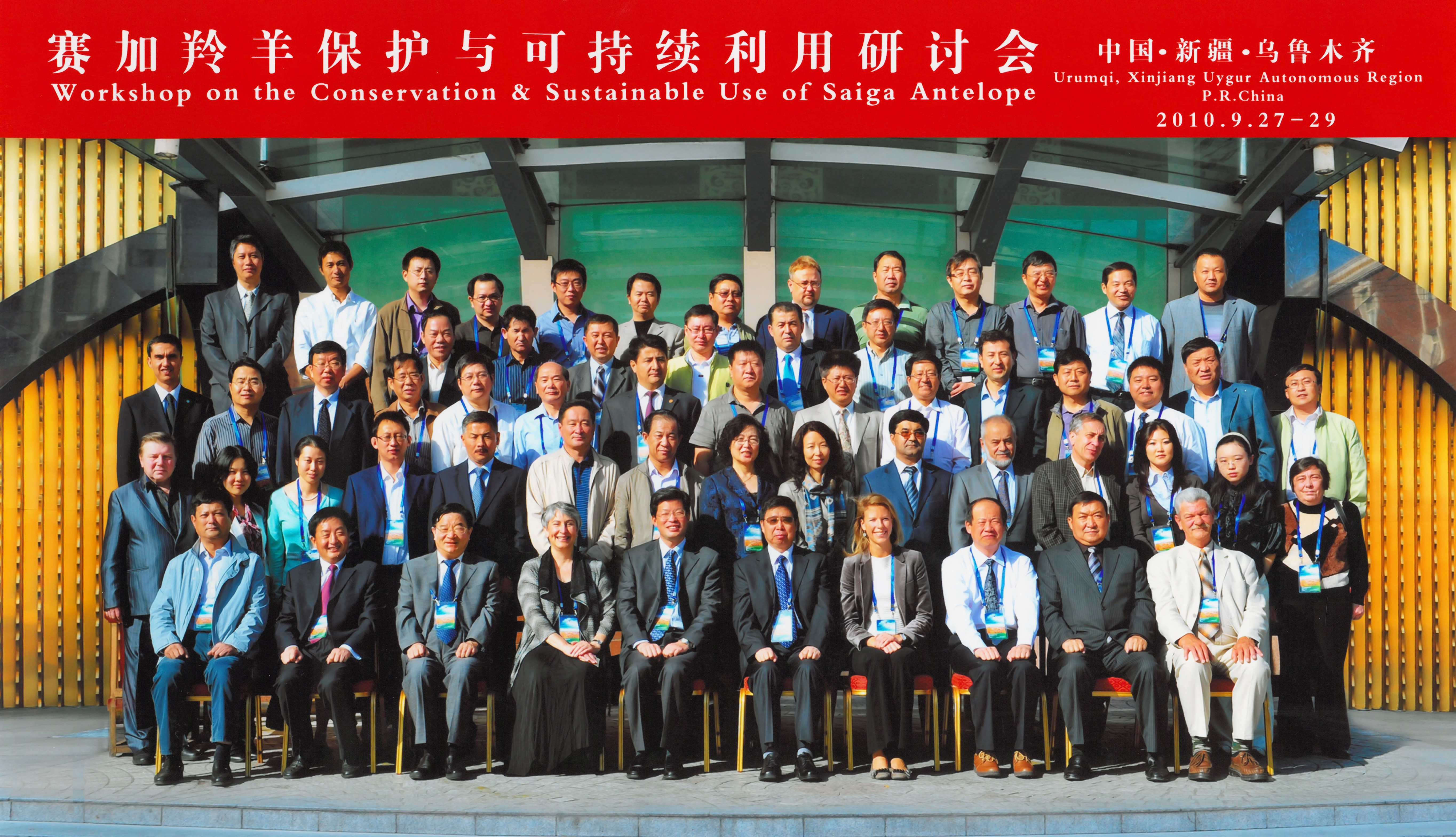
L'aire de répartition de cette espèce s'est beaucoup réduite depuis deux siècles et c'est une des espèces de mammifères qui, dans les années 1990-2000, présentait un taux de régression alarmant. Cette situation a justifié une réunion des représentants des États et structures impliquées dans le plan de restauration de l'espèce, sous l'égide de l'ONU à Ürümqi en Chine du 27 au 29 septembre 2010.

On ignore l'origine précise de cette espèce qui est adaptée à la fois aux climats chauds et froids, si ce n'est qu'elle est originaire d'Eurasie.
Le saïga est l'un des rares herbivores sauvages des milieux ouverts survivant des dernières époques glaciaires, pendant lesquelles il a dû traverser le détroit de Béring pour se rendre en Amérique. Depuis environ 10 000 ans, il a disparu de l'Amérique. Il survit dans les steppes arides d'Asie centrale, en Kalmoukie (une république de la fédération de Russie), au Kazakhstan, en Mongolie, etc.
Des gravures préhistoriques sur paroi ou sur plaquettes le représentant ou des ossements ont été retrouvés dans une grande partie de l'Asie Centrale et de l'Europe (Danemark, Royaume-Uni, France, Espagne, Allemagne, Pologne…). 
Aux XVIIe et XVIIIe siècles l'espèce était encore présente des Carpathes à l'ouest, à la région de Kiev au nord, avant d'être repoussée aux zones arides du pourtour de la mer Caspienne.
Un grand nombre de témoignages préhistoriques (ossements surtout) ont été trouvés dans le sud-ouest de la France (Charente, Dordogne, Aquitaine, Pyrénées), probablement en raison d'une présence humaine ancienne, mais aussi grâce aux nombreuses grottes qui ont permis d'en préserver les restes.
Le saïga était aussi présent dans une grande partie de l'Asie centrale.

## Populations, état, pressions menaces
La diversité génétique mitochondriale du saïga a considérablement diminué depuis le Pléistocène (c'est-à-dire depuis le début de l'Holocène), ces 10 000 dernières années.
La population du saïga est encore présente dans quatre régions : la Kalmoukie, ainsi que trois isolats du Kazakhstan.
Il existe deux sous-espèces :
- la sous-espèce Saiga tatarica tatarica comptait encore en Kalmoukie en 2001 environ 17 800 individus (selon un comptage par survol aérien, effectué en mai). Au total, on estime qu'il en restait dans le monde en 2002 environ 50 000 individus, soit seulement 5 % de l'effectif de saïga 10 ans auparavant[8]. Elle est en catégorie CR depuis 2002. Durant les années 2000, 80 % de la population a chuté. Le ratio entre les deux sexes étant asymétrique, la reproduction s'effondre également par manque d'individus mâles[9] ;
- la sous-espèce Saiga tatarica mongolica est en catégorie EN (en danger) depuis 2006. En janvier 2004, 750 individus sont répertoriés dont 95 % vivant dans une seule région de Mongolie[10].

La population du saïga a été classée en « danger critique d'extinction » par l'IUCN en 2002 en raison d'un effondrement de ses effectifs, principalement du fait du braconnage mais aussi de la destruction de son habitat. Elle comptait encore près de 2 millions d'individus dans les années 1950, et était réduite à quelque 50 000 animaux à la fin du XXe siècle.
L'intensité du braconnage et la pression sur les saïgas a augmenté avec l'effondrement de l'économie rurale, pastorale notamment, ainsi qu'avec l'ouverture de la frontière russo-chinoise. Ce braconnage vise les deux sexes pour la viande, mais surtout les mâles pour la vente de ses cornes. Le sex-ratio est donc en défaveur des mâles et, bien qu'il s'agisse de population vivant en harems de femelles autour de mâles dominants, la régression des mâles s'est traduite par un effondrement du taux de femelles fécondées. En 1998, le déclin annuel des populations suivies était de 46 %,.

### La mortalité massive en 2015
En 2015, 120 000 saïgas sont retrouvés morts au Kazakhstan en période de début de vêlage de l'espèce, soit plus du tiers de la population mondiale de ces antilopes. Ces morts en masse sont dues selon les premières évaluations faites par les experts du Secrétariat de la Convention sur la conservation des espèces migratrices appartenant à la faune sauvage (CMS, Convention on Migratory Species of Wild Animals) à une « combinaison de facteurs biologiques et écologiques ».
Les analyses montrent que ces animaux ont apparemment été tués par une maladie infectieuse causée par des bactéries du type Pasteurella ou  Clostridium, expliquent les experts de la CMS dans un communiqué. Mais mi-2015, on n'explique toujours pas pourquoi et comment des bactéries relativement communes dans cet environnement ont pu provoquer une telle épizootie. Le taux de mortalité au sein des troupeaux touchés est de 100 %, sur des zones parfois relativement distantes, ce qui est rare et habituellement expliqué par un virus ou des microbes hautement pathogènes, ou des produits toxiques,. Les troupeaux distants se rassemblent cependant en hiver et en automne et au printemps lors de leurs migrations, mais ils se séparent en groupes plus restreints en fin de printemps et début d'été ; c'est à ce moment que l'hécatombe a commencé en début de période de vêlage. Dans ces régions isolées, les vétérinaires et naturalistes arrivent souvent avec retard sur les lieux où des mortalités ont été signalées, ce qui retarde les prélèvements biologiques qui permettraient d'expliquer avec plus de certitude les causes de la mort.
Des événements similaires ont eu lieu dans le passé : 100 000 cadavres environ avaient été comptabilisés en 1984, puis quatre fois plus (400 000) en 1988, puis 12 000 saïgas avaient été retrouvés morts en 2010, sans qu'aucune cause ait pu être identifiée. S'il s'agissait des mêmes microbes, ils étaient a priori moins mortels, moins virulents ou moins contagieux).
Faute de mieux, une première hypothèse avait été qu'une abondance inhabituelle de verdure hivernale, conjointement à un printemps très humide ayant laissé beaucoup d'eaux stagnantes, aurait pu causer des troubles de digestion, liés à la prolifération d'une ou plusieurs bactéries pathogènes dans l'intestin des animaux. Selon Zuther (coordinateur international du projet « Altyn Dala Conservation Initiative »), cette conjonction météorologique n'est toutefois pas si rare, et un phénomène d'une telle ampleur et d'une telle brutalité est sans équivalent dans l'histoire vétérinaire.
L'ampleur de ces disparitions pose un problème car les antilopes saïgas « jouent un rôle crucial dans l'écosystème de la steppe herbeuse, aride, où les hivers froids empêchent les apports de matière végétale en décomposition ; le pâturage par cette antilope, qu'un museau particulier a rendu adaptée au froid comme au chaud, contribue à une meilleure répartition de la matière organique, et au recyclage des nutriments dans l'écosystème. Sa présence prévient aussi les incendies qui sans elles seraient alimentés par un excès de litière de feuilles sèches en été. Elle est aussi une proie importante pour les prédateurs de la steppe (…) là où l'on trouve le Saïga, nous voyons aussi que les autres espèces sont beaucoup plus abondantes. »
En 2015, des observateurs étaient présents sur le terrain dès le début de la nouvelle épidémie. Ils ont observé le comportement des animaux malades, pratiqué in situ des autopsies approfondies, recueilli des prélèvements biologiques frais, y compris provenant de l'environnement des animaux malades et de l'eau qu'ils buvaient. Ils ont aussi collecté des tiques et d'autres insectes susceptibles d'être vecteurs de maladies animales et zoonotiques. Dans les deux jours qui ont suivi l'arrivée des équipes de terrain, 60 % du cheptel qu'ils étudiaient était mort et en quatre jours, un troupeau entier d'environ 60 000 saïgas était annihilé. Les cadavres ont été enterrés dans des fosses creusées au bulldozer aussi vite que possible pour limiter la circulation d'éventuels microbes hautement pathogènes.

Les chercheurs ont eu le temps d'observer que les femelles ont été les plus durement touchées, suivies par leurs petits, encore trop jeunes pour se nourrir seuls, selon une séquence suggérant que le lait maternel pourrait être l'un des vecteurs de la maladie.
L'étude d'échantillons de tissus a montré que des toxines produites par Pasteurella et éventuellement des bactéries Clostridium, ont effectivement causé d'importants saignements dans la plupart des organes des animaux.
Mais Pasteurella est un hôte normal et habituel des ruminants (dont saïgas) sans habituellement provoquer de symptômes, hormis chez des animaux en situation de dépression immunitaire. Dans ce type de cas, les symptômes pourraient n'être que l'expression de surinfections bactériennes opportunistes cachant éventuellement une cause primaire plus discrète.
Les analyses génétiques n'ont pas apporté d'explication : ces bactéries semblent banales et pas hautement pathogène. Il reste donc à comprendre pourquoi les antilopes y sont devenues tout à coup mortellement vulnérables.

### Variation des populations
Les populations de Saïga varient beaucoup, avec des augmentations et diminutions rapides. En avril 2021, une étude menée au Kazakhstan a révélé que la population de saïgas était remontée à 842 000 individus. L'augmentation de la population a été partiellement attribuée à la répression du braconnage par le gouvernement et à la création de zones de conservation. L'organisation UK charity RSPB considère qu'en 2022, que ces efforts de protection, la population du Kazakhstan avait atteint un pic de 1,32 million d'individus.

## Régime alimentaire
Le saïga est un herbivore se nourrissant principalement d'herbes salifères. Il lui arrive de manger quelques espèces de graminées (ou Poacées) que l'on retrouve dans les steppes d'Asie Centrale, des euphorbes, des alyssum, des plantes de la famille de la rhubarbe, etc. Les saïgas consomment aussi des armoises dont la principale vertu est d'être antiparasitaire. L'absence de cette plante dans les zoos est néfaste aux saïgas[réf. nécessaire] qui ne s'y reproduisent pas ou peu et survivent difficilement.

## Prédateurs
Elle était autrefois probablement chassée par le lion des cavernes européen, le puma et le lion américain (en Amérique du Nord), le tigre à dents de sabre, les loups et lynx. Dans les steppes arides d'Asie Centrale où cette antilope survit encore, son principal prédateur naturel est le loup, capable de tuer un saïga adulte.
Les saïgas en bonne santé sont trop rapides et endurants pour craindre les prédateurs. Ce sont surtout les individus jeunes, âgés, blessés, malades, parasités, ou les femelles en fin de gestation qui sont victimes des loups. Ces derniers en régulent et entretiennent les populations en jouant un rôle sanitaire important.
Le principal prédateur de cette antilope est devenu l'homme, qui la piège, la chasse pour sa viande, mais surtout recherche les mâles pour en vendre les cornes sur le marché des médecines traditionnelles chinoises, où on leur attribue des vertus « identiques à celles de la corne de rhinocéros », ces dernières se vendant près de 100 €/kg au marché noir chinois,

## Saïga et Préhistoire

### Chronologie
Le saïga a été abondant dans une partie importante de l'Europe occidentale lors de deux épisodes durant le Paléolithique :
- le premier se situe aux alentours de 150 000 ans BP, lors d'une phase climatique froide et sèche, où il apparaît discrètement, en Charente et en Dordogne notamment ;
- le second, mieux documenté, se situe de 19 000 ans BP à 11 000 ans BP, avec un optimum entre 15 000 et 14 000 ans BP, c'est-à-dire durant la fin du Solutréen et la période magdalénienne[21],[22]. Cette période, riche en restes osseux de l'animal, est connue sous le nom d'« épisode à saïga »[23].

### Paléoécologie et répartition

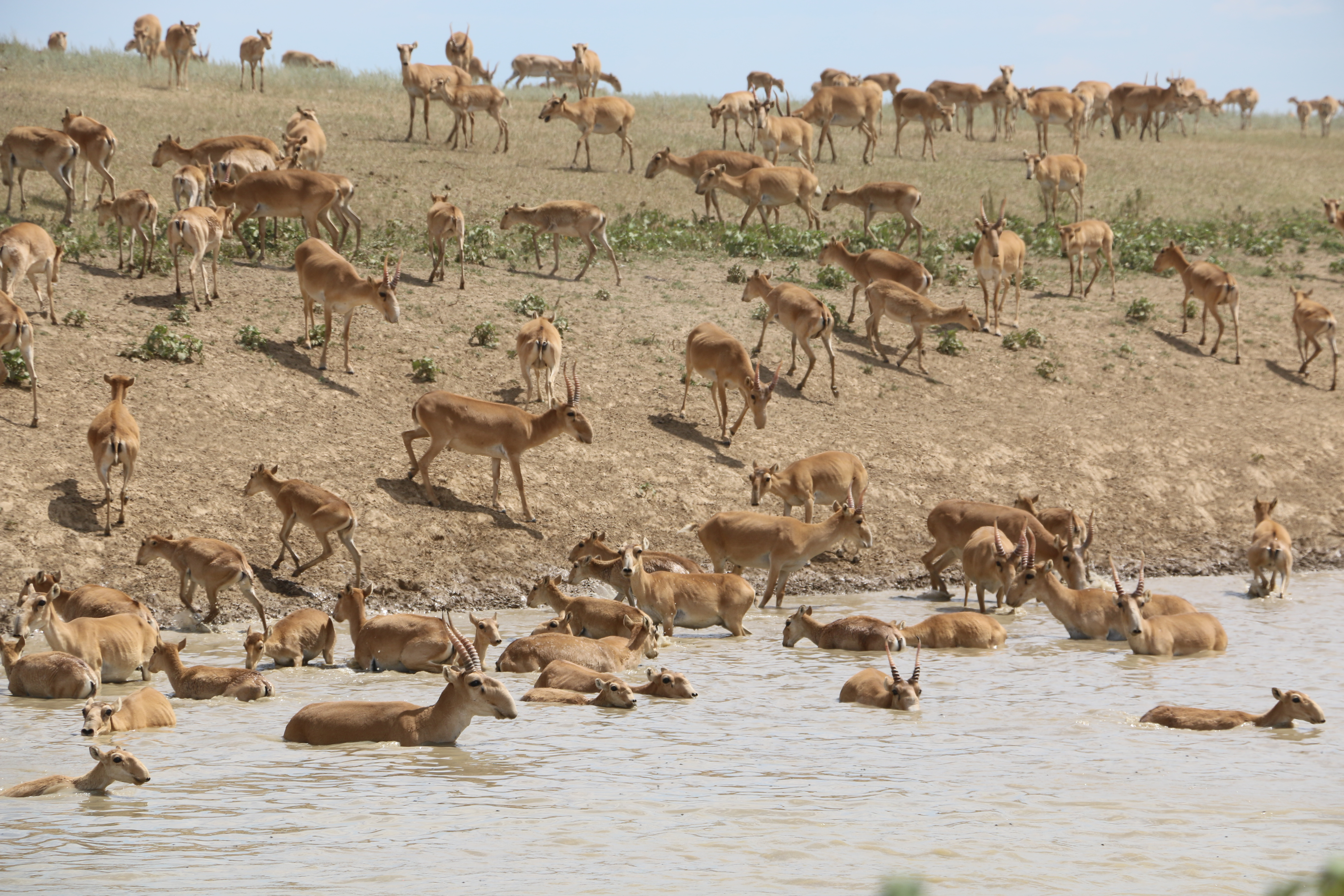
Un troupeau de saïgas dans l'ouest du Kazakhstan.

Cet animal est réputé être un indicateur de climat sec aux hivers très froids et étés chauds,. Les données paléoécologiques disponibles laissent penser que cet animal semblait inféodé aux paysages aux reliefs doux et peu accidentés (petites collines). Il a été très présent dans les sites des départements de la Gironde, de la Charente et une partie de la Dordogne. En périphérie de cette zone densément peuplée, on le retrouve en moindres quantités dans le Quercy, dans les Pyrénées, et même dans le Massif central. Le saïga est connu également à Solutré en Saône-et-Loire, sur la côte cantabrique en Espagne et dans le Sud-Est de la France.

### Une ressource alimentaire
L'antilope saïga fut durant plusieurs millénaires un gibier pour les chasseurs magdaléniens au même titre que le renne ou le bouquetin et de nombreux autres mammifères.
Certains sites préhistoriques français attestent même, par la quantité de restes osseux de saïga, de pratiques de chasses orientées vers cet animal (Roc-de-Marcamps et Moulin-Neuf en Gironde, la Chaire-à-Calvin en Charente) ou laissent supposer qu'il était particulièrement abondant.

### Saïga et art préhistorique

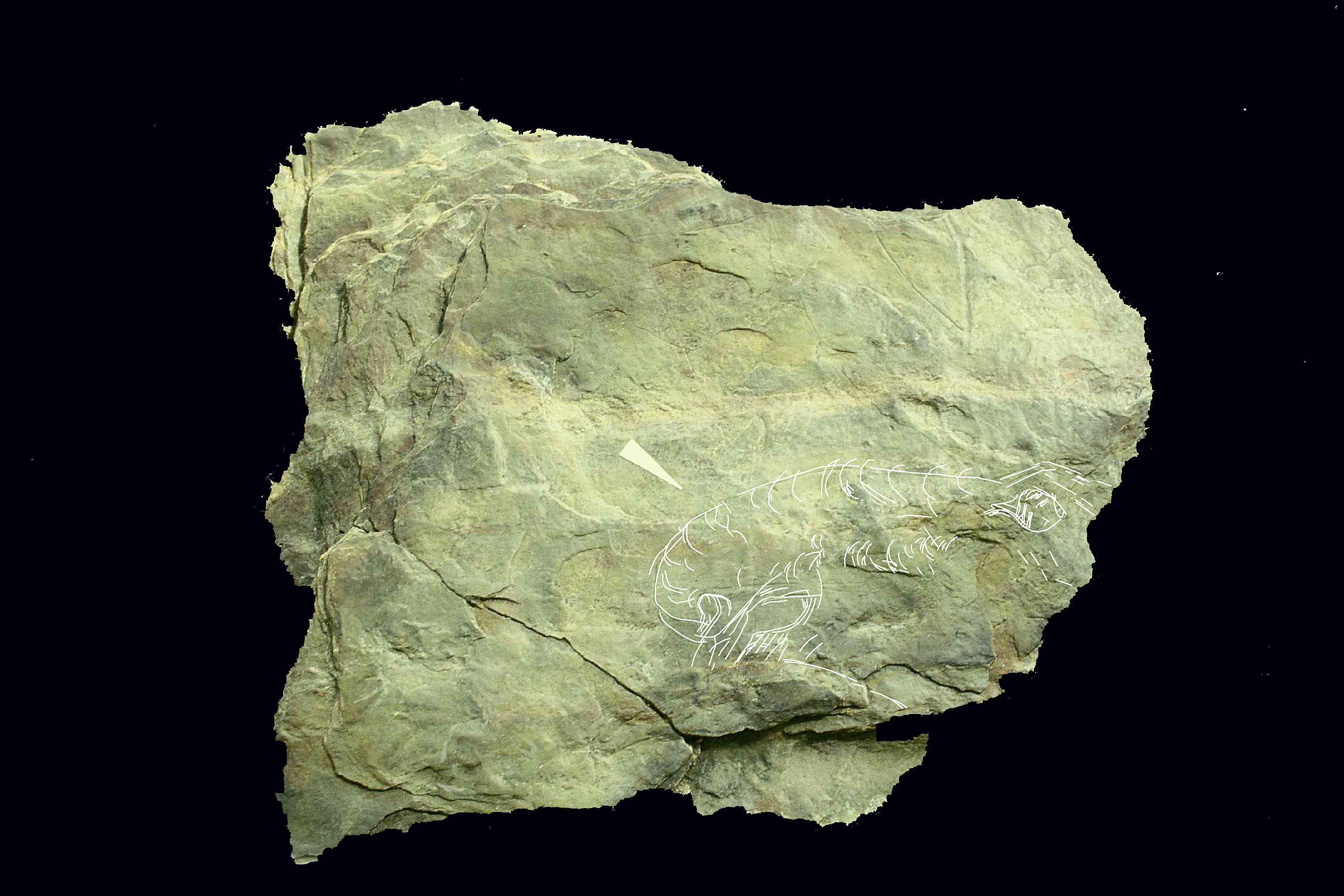
Profil de tête de saïga gravé (surligné en blanc, œil à droite, museau de profil tourné vers la gauche) sur un bloc provenant du site de Gönnersdorf, Allemagne, et datant du Magdalénien

L'antilope saïga est présente, quoique rarement, dans le bestiaire de l'art préhistorique magdalénien,.
Pour l'art pariétal, les figurations connues de saïga sont celles de la grotte des Combarelles II, la grotte de Rouffignac (douteuse), de l'abri de la Souquette, tous les trois en Dordogne, et de la grotte Cosquer à Marseille.
Pour l'art mobilier, des images sont connues à la grotte de l'Éléphant à Gourdan (Haute-Garonne), au Peyrat (Dordogne), dans l'abri Montastruc à Bruniquel (Tarn-et-Garonne), à la grotte de Bize dans l'Aude, à la grotte d'Enlène à Montesquieu-Avantès, à la grotte de La Vache en Ariège et à Gönnersdorf en Allemagne. Toutes ces représentations sont des gravures.

## Stratégie et projets de conservation

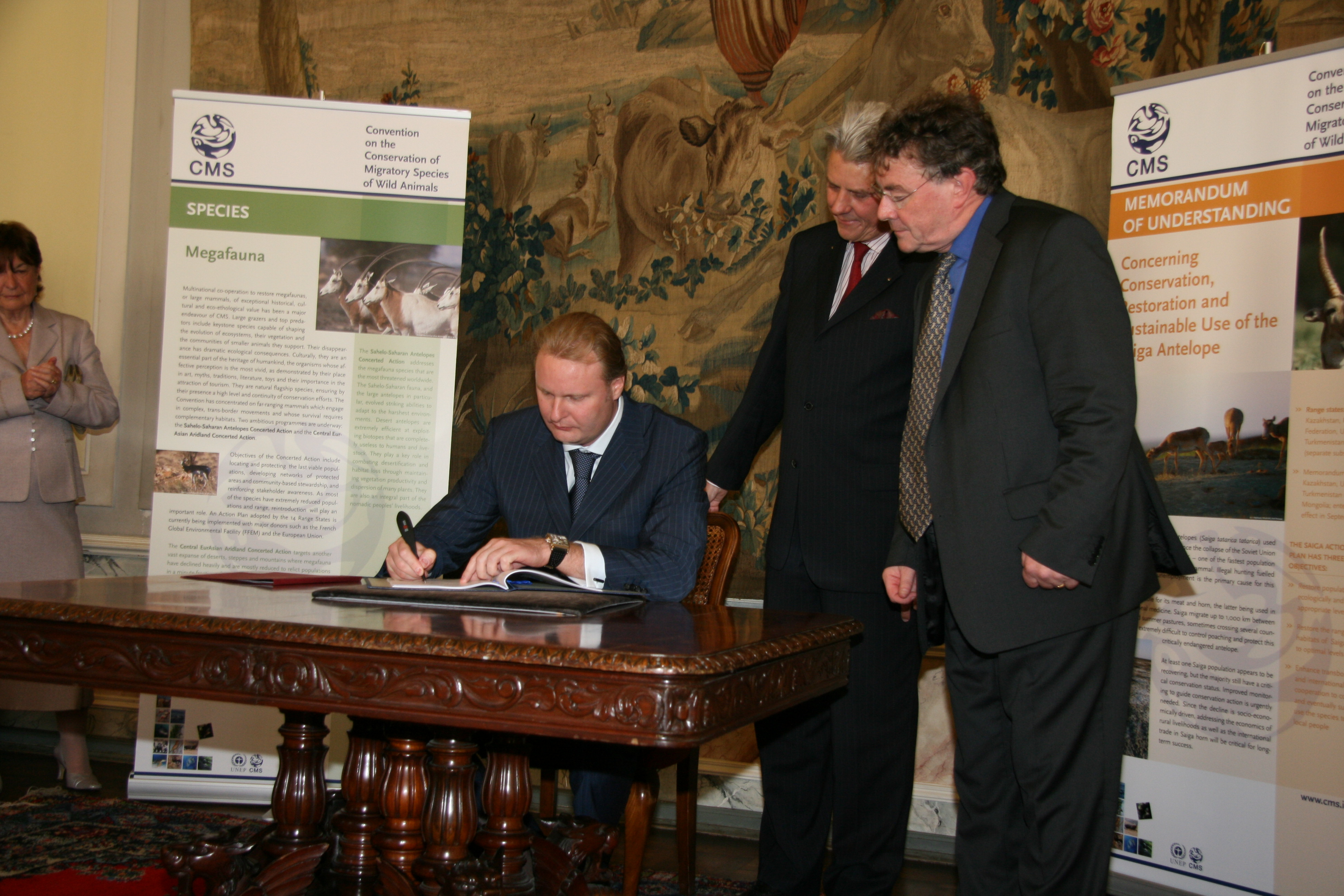
Signature du Saiga Antelope Memorandum of Understanding par Alexei Bazhanov ancien Vice-ministre de l'Agriculture, représentant de la fédération de Russie le 24 juin 2009

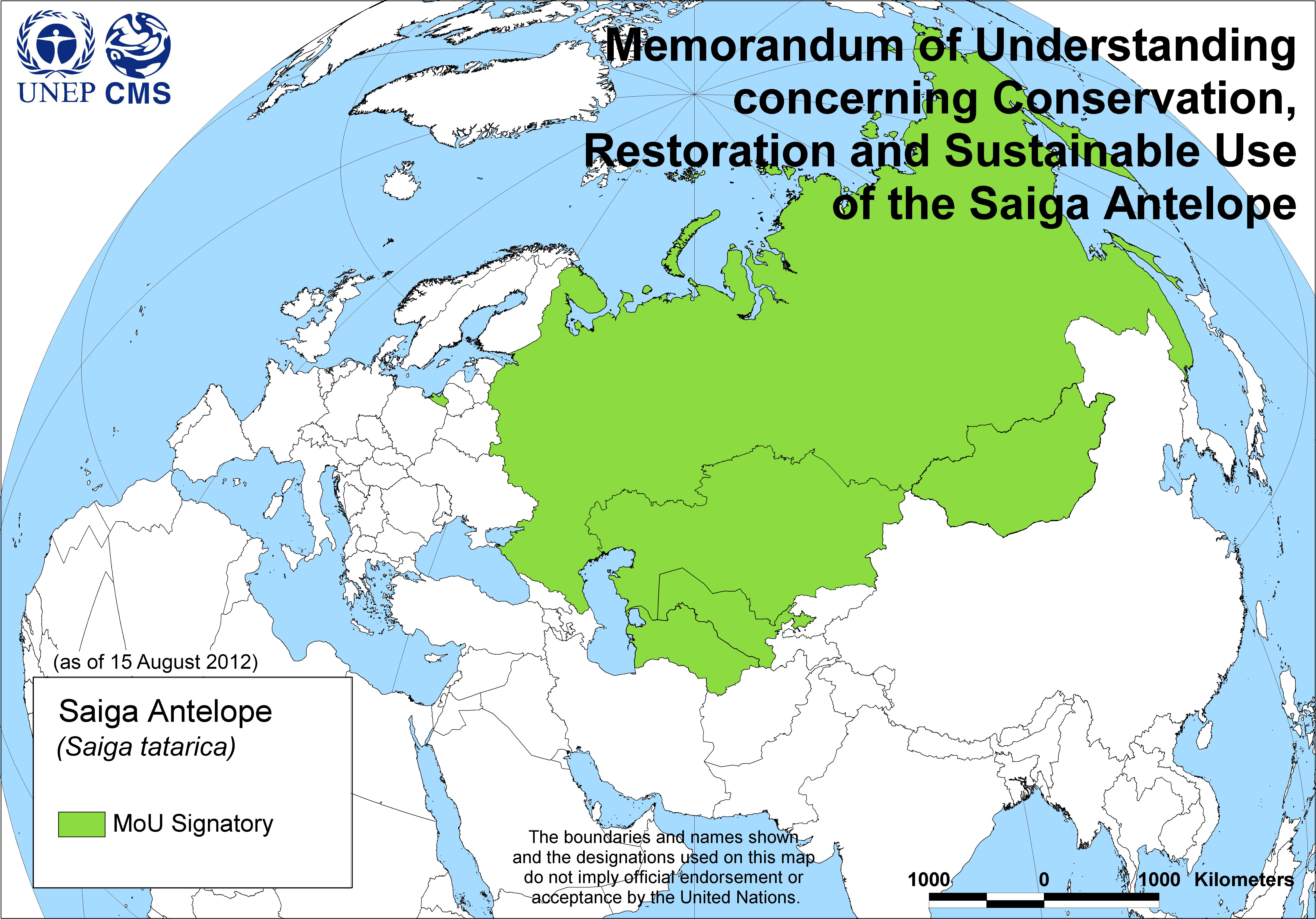
Carte des premiers États signataires du Memorandum sur l'Antilope saïga

Malgré les interdictions de chasse et en dépit d'une dynamique née au début des années 1990 avec la création d'une Alliance pour la conservation de l'Antilope saïga (ou SCA pour « Saiga Conservation Alliance ») qui est un réseau informel de chercheurs et conservateurs créé pour l'étude et la protection de cette espèce, cette antilope est en situation très critique.
Le réseau SCA a été officialisé en septembre 2006 et a obtenu le statut de partenaire (novembre 2006) du Wildlife Conservation Network. Il publie une lettre bi-annuelle sur ses activités et projets.
Comme pour le cheval de Przewalski, un projet de plan de restauration existe pour l'Europe.
Il est porté par l'ONG Rewilding Europe, visant à planifier par des réintroductions le retour du saïga en Europe où il pourrait être moins victime du braconnage que dans ses dernières zones de survie.
Sous les auspices de la Convention sur la conservation des espèces migratrices appartenant à la faune sauvage (CMS, aussi dite Convention de Bonn, un mémorandum spécial (the Memorandum of Understanding (MoU) Concerning Conservation, Restoration and Sustainable Use of the Saiga Antelope) a été conclu, relatif à la conservation, la restauration et l'utilisation durable de l'antilope Saïga. Il est entré en vigueur le 24 septembre 2006.
Confronté à l'un des effondrements démographiques les plus brutaux d'une population de mammifères récemment observé, le protocole d'accord vise à réduire les niveaux « d'exploitation » (chasse pour la viande, les trophées ou les cornes) actuels et restaurer l'état des populations de cette espèce steppique migratrice.

## Galerie

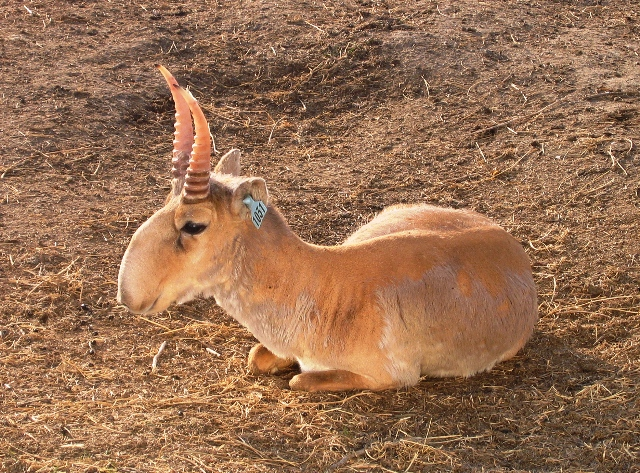
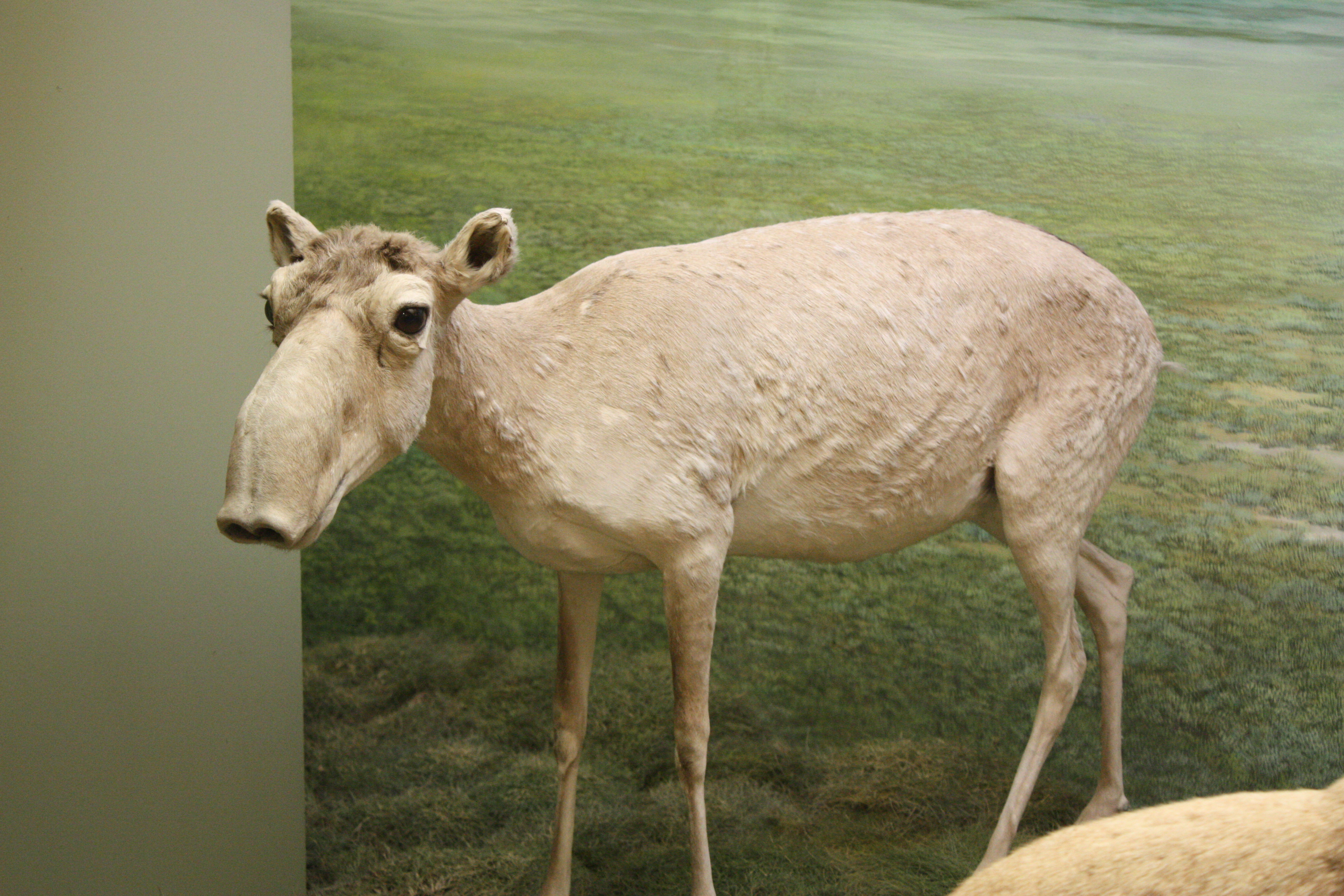
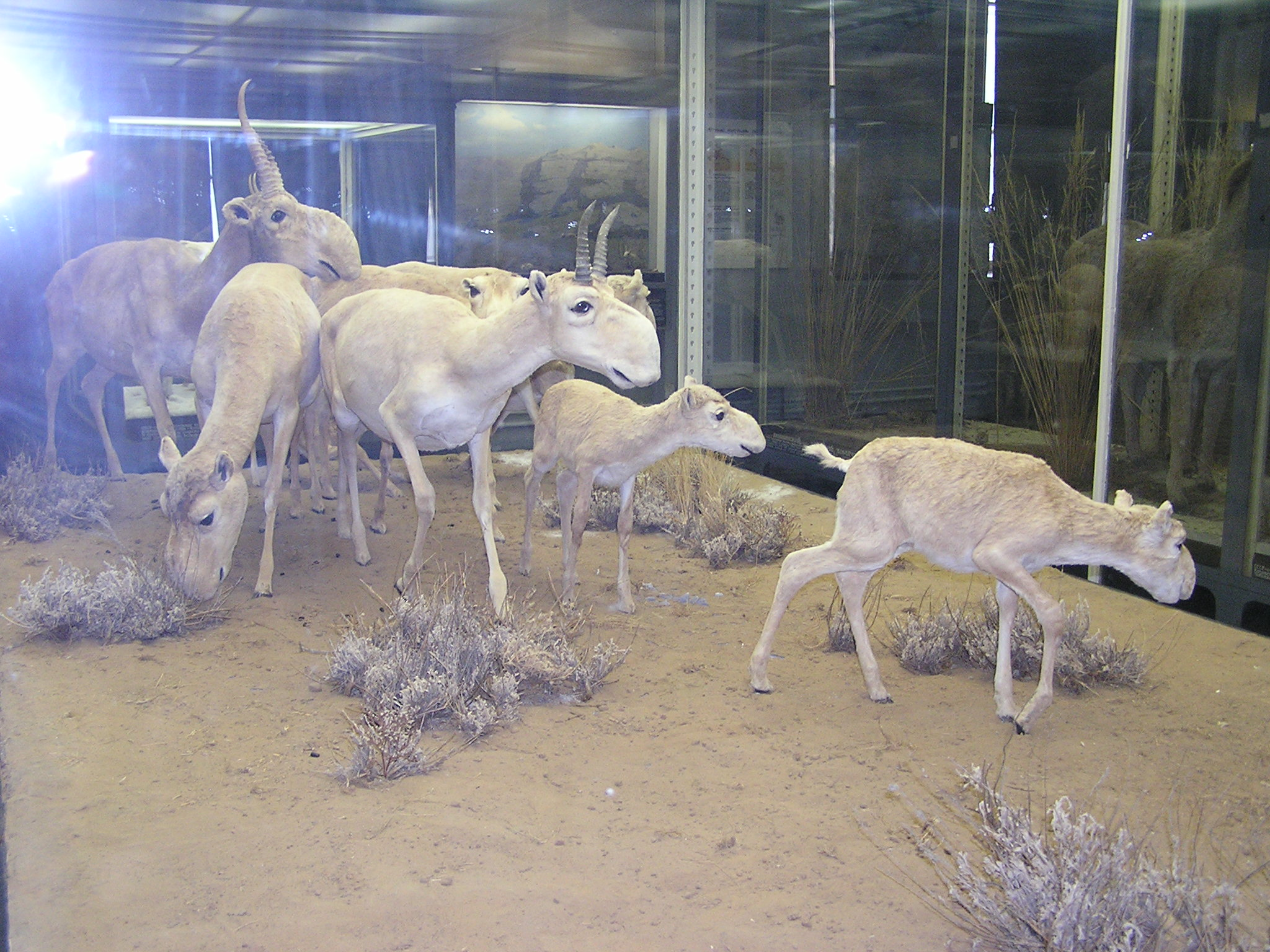
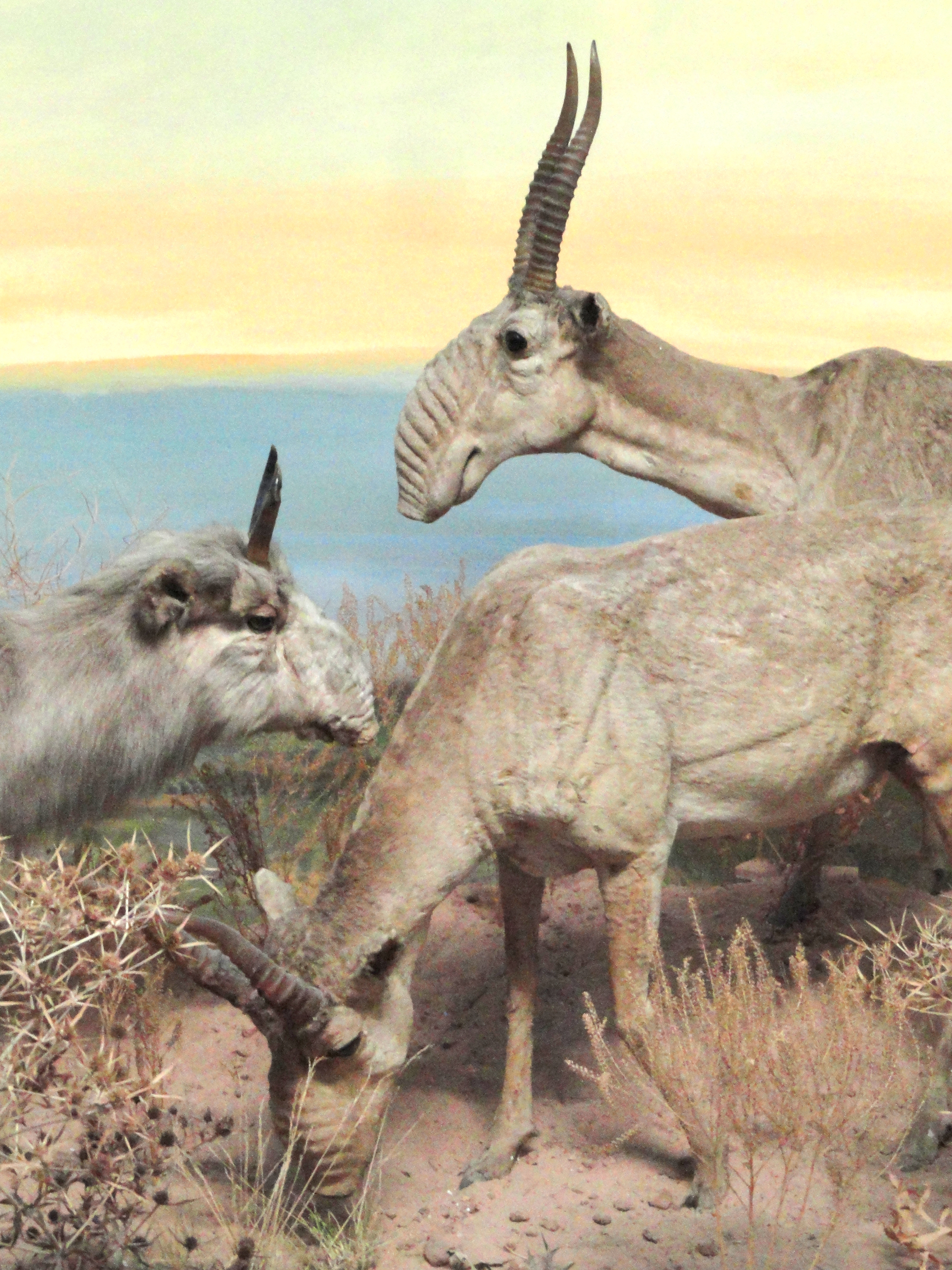
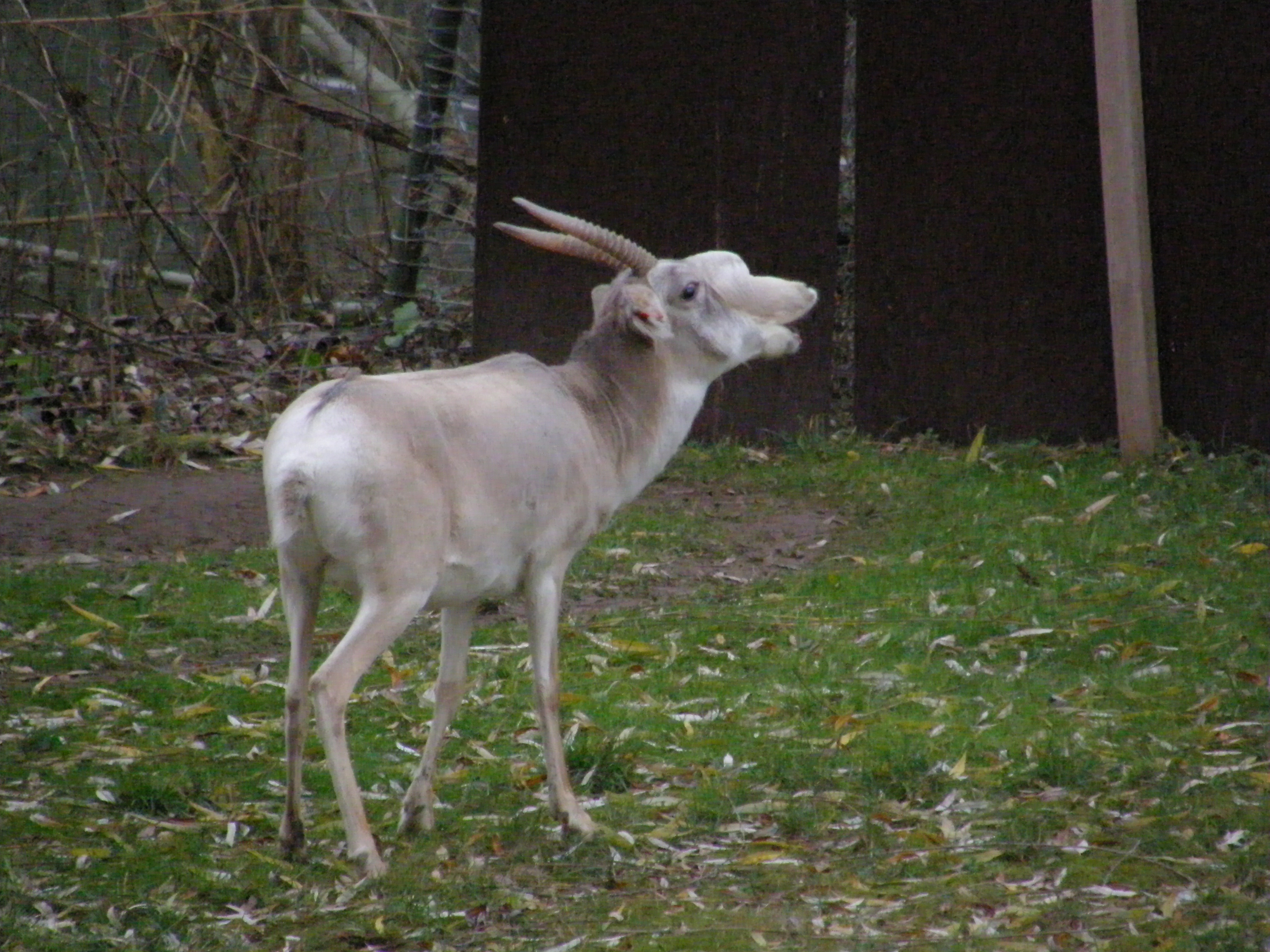
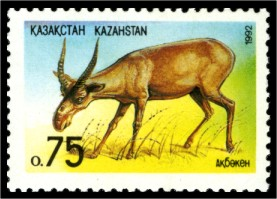
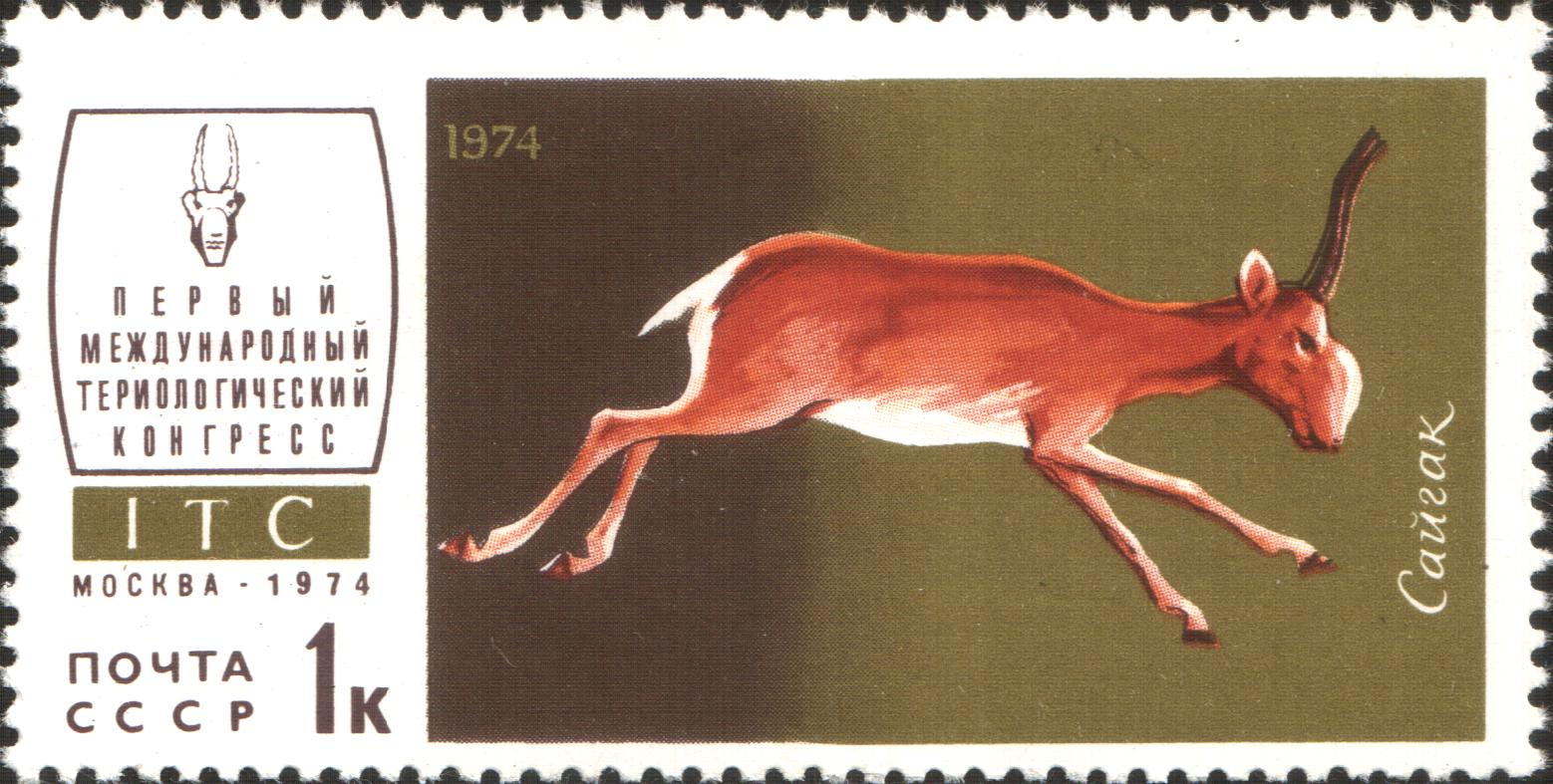